# Hanhiluoto (ö i Norra Karelen)
Hanhiluoto är en ö i Finland. Den ligger i sjön Höytiäinen och i kommunerna Polvijärvi och Kontiolax och landskapet Norra Karelen, i den sydöstra delen av landet, 400 km nordost om huvudstaden Helsingfors. Öns area är 8,1 hektar och dess största längd är 0,8 kilometer i sydöst-nordvästlig riktning.